# Andrzej Nowak (hokeista)
Andrzej Józef Nowak (ur. 7 lutego 1956 w Czarnym Dunajcu, zm. 30 maja 2013 w Sosnowcu) – polski hokeista, reprezentant Polski, olimpijczyk.
Absolwent I Liceum Ogólnokształcącego im. S. Goszczyńskiego w Nowym Targu oraz Wyższej Szkoły Pedagogicznej TWP w Warszawie po ukończeniu której otrzymał tytuł magistra. Zawodnik grający na pozycji obrońcy. Wychowanek Podhala Nowy Targ, w którym grał w latach 1974–1976. Następnie reprezentował barwy Zagłębia Sosnowiec (1976-1986) oraz Deggendorf (1986-1987), Esslingen (1988-1994) i Bad Liebezell (1994-1996). Zdobywca siedmiu tytułów mistrza Polski – z Podhalem w 1975 i 1976 oraz z Zagłębiem w 1980, 1981, 1982, 1983 i 1985.
W reprezentacji Polski rozegrał 50 meczów, strzelając 5 goli. Uczestniczył w Igrzyskach Olimpijskich w Sarajewie w 1984.
W sezonie 2012/2013 był asystentem trenera w klubie HC GKS Katowice.
Zmarł 30 maja 2013.

## Odznaczenia
- Srebrny Krzyż Zasługi (2005)[2]
- Srebrny Medal „Za Zasługi dla Polskiego Ruchu Olimpijskiego” (2004)
- Srebrna Odznaka PZHL (2004).